# Bloomberg Commodity Index
Der Bloomberg Commodity Index (BCOM, früher Dow Jones-AIG Commodity Index, DJ-AIGCI) ist ein Rohstoffindex, der 20 verschiedene Futures umfasst, die an Warenterminbörsen gehandelt werden. Er wurde erstmals 1998 von Dow Jones & Company in den Vereinigten Staaten berechnet.

## Konzept
Der Bloomberg Commodity Index (DJ-UBSCI) umfasst 20 verschiedene Rohstoffe, deren Gewichtung je Rohstoff mindestens 2 Prozent und maximal 15 Prozent beträgt. Der Anteil eines Rohstoffsektors darf die Grenze von 33 Prozent nicht übersteigen. Die Neugewichtung im Index erfolgt jährlich. Ausschlaggebend für die Gewichtszuteilung ist die Liquidität eines Futures, dessen Handelsvolumen und die Produktionsmenge.
Zugrunde gelegt wird der nächstliegende Future. Gehandelt werden diese – bis auf Aluminium, Nickel und Zink (allesamt London Metal Exchange, LME) – an den US-amerikanischen Börsen New York Mercantile Exchange (NYSE), Chicago Mercantile Exchange (CME), Chicago Board of Trade (CBOT) und ICE Futures U.S. Durch seine Konstruktionsregeln und die ausgewogene Diversifikation unterliegt der DJ-UBSCI im Vergleich zu anderen Rohstoffindizes einer geringeren Volatilität.
Der Bloomberg Commodity Index gilt als ein Indikator für die zukünftige Entwicklung der Inflation oder die Kostenentwicklung in der Industrie. Er ist bei einer Trendwende am Rohstoffmarkt ein guter Frühindikator für den Rentenmarkt, da Rohstoffe in ihrer Tendenz gegenüber den Anleihen in der Regel einen Vorlauf von drei bis sechs Monaten besitzen. Zwischen den Zinsen der Anleihen und den Rohstoffpreisen besteht auch zeitlich eine enge Verbindung.
Zusammenhänge des Bloomberg Commodity Index mit dem geometrisch gewichteten U.S. Dollar Index und dem handelsgewichteten Trade Weighted US Dollar Index sind erkennbar. Ein fallender US-Dollar ist gleichzusetzen mit inflationären Tendenzen und tendenziell steigenden Rohstoffpreisen. Dies gilt insbesondere für die Agrarrohstoffe und den Ölpreis.

## Zusammensetzung
Die folgende Übersicht zeigt die Rohstoffe und ihre Gewichtung im Index (Stand: 29. Dezember 2023).
| Kategorie        | Rohstoff                   | Anteil in Prozent |
| Energie          | WTI-Erdöl                  | 7.3620050         |
| Energie          | Erdgas                     | 7.9841690         |
| Energie          | Brent-Erdöl                | 7.6379950         |
| Energie          | Schwefelarmes Schweröl     | 2.7798210         |
| Energie          | RBOB Benzin                | 2.2073490         |
| Energie          | Ultra-schwefelarmes Diesel | 2.1604180         |
| Energie          | Gesamt                     | 30.13             |
| Getreide         | Mais                       | 5.6623490         |
| Getreide         | Sojabohnen                 | 5.9068480         |
| Getreide         | Sojaschrot                 | 3.5401900         |
| Getreide         | Weizen                     | 2.8184120         |
| Getreide         | Sojaöl                     | 3.3491640         |
| Getreide         | Winterhartweizen           | 1.8189100         |
| Getreide         | Gesamt                     | 23.10             |
| Industriemetalle | Kupfer                     | 5.2978220         |
| Industriemetalle | Aluminium                  | 4.1056260         |
| Industriemetalle | Zink                       | 2.4945660         |
| Industriemetalle | Nickel                     | 2.5842820         |
| Industriemetalle | Blei                       | 0.8661400         |
| Industriemetalle | Gesamt                     | 15.35             |
| Edelmetalle      | Gold                       | 14.3468000        |
| Edelmetalle      | Silber                     | 4.4770770         |
| Edelmetalle      | Gesamt                     | 18.82             |
| Agrarrohstoffe   | Zucker                     | 2.8076370         |
| Agrarrohstoffe   | Kaffee                     | 2.9741780         |
| Agrarrohstoffe   | Baumwolle                  | 1.5703150         |
| Agrarrohstoffe   | Gesamt                     | 7.35              |
| Vieh             | Rindvieh                   | 3.4650870         |
| Vieh             | Mageres Schwein            | 1.7828380         |
| Vieh             | Gesamt                     | 5.25              |

## Geschichte

### Historischer Überblick
Der Index startete am 14. Juli 1998 unter dem Namen Dow Jones-AIG Commodity Index (DJ-AIGCI). Die Rückrechnung erfolgte bis zum 2. Januar 1991 auf einen Basiswert von 100 Punkten.
Nach einem Zwischenhoch am 16. Mai 1997 bei 128,49 Punkten sank der Rohstoffindex bis zum 26. Februar 1999 auf einen Tiefststand von 74,24 Punkten. Seit dem Höchststand von 1997 entspricht das einem Rückgang um 42,2 Prozent. In den folgenden Jahren stieg der Index aufgrund eines enormen Bedarfs an Rohstoffen in der Volksrepublik China und Indien stark an. Am 15. Februar 2008 überwand der DJ-AIGCI erstmals die Grenze von 200 Punkten. Am 3. Juli 2008 wurde im Tagesverlauf mit 238,52 Punkten ein Allzeithoch markiert. Seit dem Tiefststand von 1999 entspricht das einem Anstieg um 221,3 Prozent.
Im Verlauf der internationalen Finanzkrise, die 2007 in der US-Immobilienkrise ihren Ursprung hatte, begann der Index zu sinken. 2008 wirkte sich die Finanzkrise zunehmend auf die Realwirtschaft aus. Wegen der weltweit geringeren Nachfrage auf den Rohstoffmärkten kam es vor allem ab Beginn des vierten Quartals 2008 zu starken Preisrückgängen. Am 20. Februar 2009 fiel der DJ-AIGCI mit 101,48 Punkten auf den tiefsten Stand seit 2002. Seit dem Allzeithoch von Juli 2008 entspricht das einem Rückgang um 57,5 Prozent. Das ist der größte Sturz in der Geschichte des Index. Der 20. Februar 2009 bedeutete das Ende der Talfahrt. Ab Anfang 2009 war der Index wieder auf dem Weg nach oben.
Im Januar 2009 gab Dow Jones & Company bekannt, dass die Schweizer Bank UBS die Rechte an dem Index von der American International Group (AIG) erworben hat. Um diese Änderung widerzuspiegeln, wurde der Index am 7. Mai 2009 in Dow Jones-UBS Commodity Index (DJ-UBSCI) umbenannt.
Am 25. April 2011 stieg der Index auf 175,68 Punkte. Das bedeutet seit Februar 2009 eine Zunahme um 73,1 Prozent. Besonders stark war der Preisanstieg bei den Agrarrohstoffen. Vor allem Fleisch, Getreide, Zucker sowie Öle und Fette verteuerten sich seit Mitte 2010. Als Gründe werden mehrere Faktoren genannt (steigende Weltbevölkerung, wachsende Geldmenge, Spekulationen auf den Agrarmärkten, Ernteausfälle durch Naturkatastrophen, Exportbeschränkungen einiger Länder). Folgen der hohen Rohstoffpreise sind ein Anstieg der Inflation und der Ausbruch von Unruhen in Teilen der Welt.

### Jährliche Entwicklung
Die Tabelle zeigt die jährlichen Höchst-, Tiefst- und Schlussstände des bis 1991 zurückgerechneten Dow Jones-UBS Commodity Index.
| Jahr  | Höchststand | Tiefststand | Schlussstand |
| ----- | ----------- | ----------- | ------------ |
| 1991  | 103,87      | 88,72       | 89,21        |
| 1992  | 95,39       | 87,89       | 89,32        |
| 1993  | 92,34       | 84,56       | 85,72        |
| 1994  | 97,96       | 85,86       | 95,77        |
| 1995  | 104,48      | 93,29       | 104,32       |
| 1996  | 123,39      | 100,72      | 122,04       |
| 1997  | 128,49      | 111,98      | 111,98       |
| 1998  | 113,03      | 76,61       | 77,80        |
| 1999  | 93,67       | 74,24       | 74,24        |
| 2000  | 116,09      | 90,54       | 114,61       |
| 2001  | 115,55      | 87,39       | 89,03        |
| 2002  | 112,79      | 87,09       | 110,28       |
| 2003  | 137,45      | 110,19      | 135,27       |
| 2004  | 153,35      | 135,27      | 145,60       |
| 2005  | 180,74      | 140,46      | 171,15       |
| 2006  | 187,55      | 155,47      | 166,51       |
| 2007  | 186,93      | 154,71      | 184,96       |
| 2008  | 238,52      | 105,88      | 117,24       |
| 2009  | 141,19      | 101,48      | 139,19       |
| 2010  | 162,57      | 121,19      | 162,39       |
| 2011  | 175,68      | 136,17      | 140,68       |
| 2012¹ | 152,71      | 126,22      | 139,07       |

¹ 31. Dezember 2012